# 雷蒙·維加·伊達爾戈

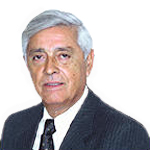
2006年的雷蒙·維加·伊達爾戈

雷蒙·維加·伊達爾戈（西班牙語：Hidalgo Ramon Vega，1934年2月1日—2014年5月7日），是一名智利的政治家、军事将领。他担任智利空军总指挥官。
2014年，他因心脏病去世，享年80岁。